# Rosendo Balinas
Rosendo Carreon Balinas (* 10. September 1941 in Manila; † 24. September 1998 in Antipolo City) war ein philippinischer Schachmeister.
Rosendo Balinas, von Beruf Rechtsanwalt, galt in den 1960er und 1970er Jahren, vor den Erfolgen Eugenio Torres, als stärkster Schachspieler Asiens. Im Jahr 1975 verlieh ihm die FIDE den Titel Internationaler Meister, 1976 dann den Großmeistertitel.
Balinas gewann siebenmal die Meisterschaft der Philippinen. Von 1964 bis 1976 spielte er für die Philippinen bei fünf Schacholympiaden, dabei gewann er 1966 in Havanna eine individuelle Silbermedaille für sein Ergebnis von 15½ Punkten aus 20 Partien. Balinas gewann mit der philippinischen Mannschaft die asiatische Mannschaftsmeisterschaft 1981 in Hangzhou. Sein Erfolg im Schachturnier von Odessa 1976 war der erste Turniersieg eines ausländischen Schachspielers in der Sowjetunion seit den Turnieren in Moskau 1936 (Capablanca) und Leningrad 1937 (Fine).
Balinas erreichte 1978 seine höchste Elo-Zahl von 2440, vor Einführung der Elo-Zahl lag seine höchste historische Elo-Zahl bei 2539 im April 1968.

## Turniererfolge
- Manila 1968: 2./3. Platz mit Gligorić
- Manila 1975: 6./7. Platz mit Gligorić
- Odessa 1976: 1. Platz vor Alburt, Sawon und Lerner